# Willamette Valley
Das Willamette Valley (dt. Willamette-Tal) ist eine Region in Nordwest-Oregon, die den Willamette River umgibt. Nach Norden erstreckt es sich von den Bergen nahe Eugene bis zum Columbia River. Im Willamette Valley leben etwa 70 % der Bevölkerung Oregons, vorwiegend in den fünf größten Städten des Bundesstaates.

## Lage
Das Willamette-Tal ist im Westen durch die Oregon Coast Range und im Osten durch das Kaskadengebirge begrenzt. Im Süden ist es durch die Calapooya Mountains begrenzt.
Im Tal liegen folgende vier Landkreise komplett:
- Benton, Polk, Yamhill und Washington

Außerdem macht das Tal Teile der folgenden Landkreise aus:
- Clackamas, Lane, Linn, Marion und Multnomah.

## Geschichte
Das Tal ist eine der fruchtbarsten Agrarlandschaften der Welt, was auf die Missoula-Fluten der letzten Eiszeit zurückgeführt wird. Hier siedelten viele Europäer in den 1840er Jahren, die über den Oregon Trail in das Gebiet eingewandert waren.
Während des 19. Jahrhunderts wurde das Tal dicht von den Kalapuya-Indianern besiedelt. Die Hudson’s Bay Company kontrollierte hier den Pelzhandel in den 1820er und 1830er Jahren. Die ersten Ansiedlungen von Europäern fanden in Oregon City und Champoeg statt.

## Bewirtschaftung

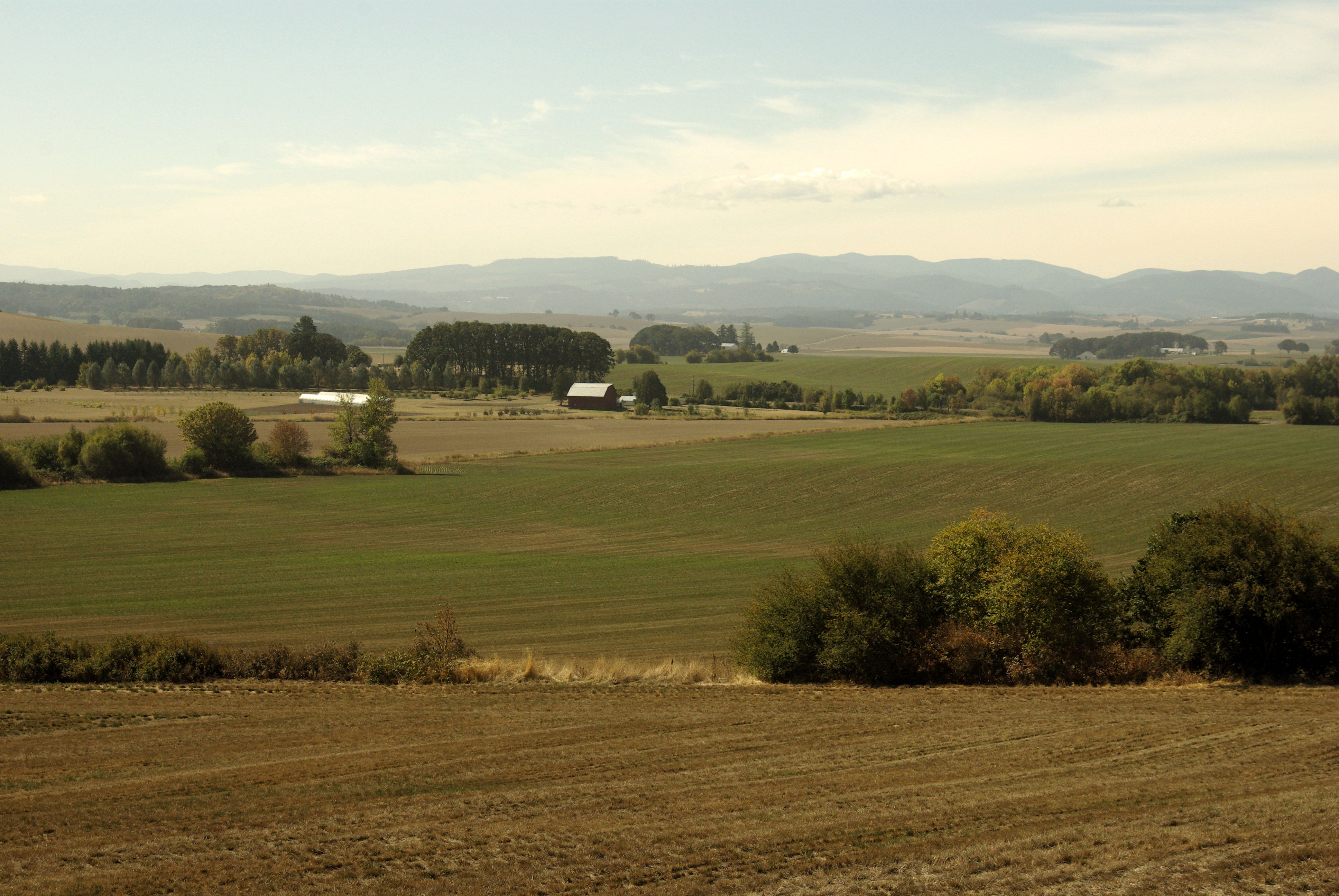
Willamette Valley nahe der Ortschaft Bethel, Polk County

Die Feldfrüchte des Tals sind vor allem Beeren und Gemüse. Im 20. Jahrhundert wurde das Tal zu einem großen Weinanbaugebiet, wo die Rebsorten Pinot Noir und Pinot Gris sehr gut gedeihen.

## Sonstiges
Im Willamette-Tal befindet sich auch das Baskett Slough National Wildlife Refuge, in dem vor allem Schwäne, Enten und Gänse wie etwa die Kanadagans überwintern.
Die Autobahn Interstate 5 verläuft in Nord-Süd-Achse durch das Tal.